# Synagoge (Eberswalde)

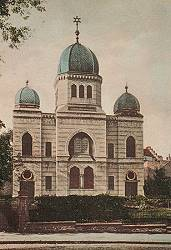
Ansichtskarte mit der Synagoge in Eberswalde (um 1910)

Die Synagoge in Eberswalde, der Kreisstadt des Landkreises Barnim im Nordosten des Landes Brandenburg, wurde 1890/91 errichtet. Die Synagoge befand sich in der heutigen Goethestraße.

## Geschichte
Nach dem Ankauf eines Baugrundstückes am Schleifmühlenberg in der Bismarckstraße, der heutigen Goethestraße, begann 1890 der Neubau nach Plänen des Berliner Architekten Ferdinand Münzenberger. Die Synagoge, ein dreikuppliger Bau im maurischen Stil mit blau-weiß gekachelter Fassade, wurde am 1. September 1891 feierlich eingeweiht. Die Finanzierung wurde ausschließlich durch Spenden der Gemeindemitglieder gesichert.
Im Jahr 1931 setzte ein Blitzschlag die Synagoge in Brand. Mit dem Wiederaufbau wurde sofort danach begonnen, sodass die Synagoge im Frühjahr 1932 erneut eingeweiht werden konnte.
Während der Novemberpogrome 1938 fiel die Synagoge einem Brandanschlag zum Opfer.

## Gedenken
Am 9. November 2013 wurde am Standort der ehemaligen Synagoge der Erinnerungsort Wachsen mit Erinnerung im Beisein des Bundespräsidenten Joachim Gauck und Stephan Kramer, Generalsekretär des Zentralrates der Juden in Deutschland, sowie dem Landtagspräsidenten von Brandenburg Gunter Fritsch der Öffentlichkeit übergeben.